# Чжан Біньбінь
Чжан Біньбінь (кит.: 张彬彬, нар. 23 лютого 1989, Сямень, Китай) — китайська спортсменка, стрілець, срібна призерка Олімпійських ігор 2016 року.

## Виступи на Олімпіадах
| Олімпіада           | Дисципліна                            | Місце |
| ------------------- | ------------------------------------- | ----- |
| Ріо-де-Жанейро 2016 | гвинтівка з трьох положень, 50 метрів | 2     |

## Зовнішні посилання
- Чжан Біньбінь — олімпійська статистика на сайті Sports-Reference.com (англ.) (архівна версія)